# Dekanat Náchod
Dekanat Náchod – jeden z 14 dekanatów diecezji hradeckiej w Czechach. Według stanu na styczeń 2016, w jego skład wchodzi 18 parafii.

## Lista parafii
| Lp. | Miejscowość            | Parafia                                        | Kościół                                                            |
| --- | ---------------------- | ---------------------------------------------- | ------------------------------------------------------------------ |
| 1   | Bohuslavice            | Parafia św. Mikołaja, biskupa                  | Kościół św. Mikołaja w Bohuslavicach nad Metují                    |
| 2   | Boušín                 | Parafia Nawiedzenia Najświętszej Maryi Panny   | Kościół Nawiedzenia Najświętszej Maryi Panny w Boušínie            |
| 3   | Broumov                | Parafia Świętych Apostołów Piotra i Pawła      | Kościół Świętych Apostołów Piotra i Pawła w Broumovie              |
| 4   | Červený Kostelec       | Parafia św. Jakuba Starszego Apostoła          | Kościół św. Jakuba Starszego Apostoła w Červeným Kostelcu          |
| 5   | Česká Skalice          | Parafia Wniebowzięcia Najświętszej Maryi Panny | Kościół Wniebowzięcia Najświętszej Maryi Panny w Českiej Skalice   |
| 6   | Hořičky                | Parafia Ducha Świętego                         | Kościół Ducha Świętego w Hořičkach                                 |
| 7   | Hronov                 | Parafia Wszystkich Świętych                    | Kościół Wszystkich Świętych w Hronovie                             |
| 8   | Chvalkovice            | Parafia św. Jerzego, opata                     | Kościół św. Jerzego Opata w Chvalkovicach                          |
| 9   | Jaroměř                | Parafia św. Mikołaja, biskupa                  | Kościół św. Mikołaja w Jaroměřy                                    |
| 10  | Josefov                | Parafia Wniebowstąpienia Pańskiego             | Kościół Wniebowstąpienia Pańskiego w Josefovie                     |
| 11  | Náchod                 | Parafia św. Wawrzyńca, diakona i męczennika    | Kościół św. Wawrzyńca w Náchodzie                                  |
| 12  | Nowe Miasto nad Metują | Parafia Trójcy Przenajświętszej                | Kościół Trójcy Przenajświętszej w Novym Měscie nad Metují          |
| 13  | Nový Hrádek            | Parafia Świętych Apostołów Piotra i Pawła      | Kościół Świętych Apostołów Piotra i Pawła w Novým Hrádku           |
| 14  | Police nad Metují      | Parafia Wniebowzięcia Najświętszej Maryi Panny | Kościół Wniebowzięcia Najświętszej Maryi Panny w Police nad Metují |
| 15  | Slavoňov               | Parafia św. Jana Chrzciciela                   | Kościół św. Jana Chrzciciela w Slavoňovie                          |
| 16  | Studnice               | Parafia św. Jana Nepomucena                    | Kościół św. Jana Nepomucena w Studnice                             |
| 17  | Teplice nad Metují     | Parafia św. Wawrzyńca, diakona i męczennika    | Kościół św. Wawrzyńca w Teplicach nad Metují                       |
| 18  | Velké Poříčí           | Parafia Nawiedzenia Najświętszej Maryi Panny   | Kościół Nawiedzenia Najświętszej Maryi Panny w Velkém Poříčí       |